# 秋田の聖母マリア
座標: 北緯39度45分33.7秒 東経140度8分58.1秒 / 北緯39.759361度 東経140.149472度
秋田の聖母マリア（あきたのせいぼマリア）は、日本の秋田県秋田市添川湯沢台にあるカトリックの在俗修道会「聖体奉仕会」で起きたとされる一連の奇跡現象を意味する呼び名。「秋田の聖母マリア」は教区司教によって認可された数少ない聖母出現の一つであり、日本より海外での知名度の方が高い。なお、このとき涙を流した聖母像はすべての民の御母を模した聖母像であった。

## 概要
発端は1973年に、同会所属の修道女シスターアグネス笹川の手の平に、出血を伴う十字架型の傷が現れたことである（これは聖痕と呼ばれ、世界各地で、ときどき事例報告がある）。そのほかにも、木製の聖母マリア像からの101回に渡る落涙および芳香現象、3つのお告げなどの奇跡があったと言われている。これらの奇跡は1984年まで続いたとされている。その他、韓国の婦人の脳腫瘍の消滅等、出現に伴う病気の快癒現象がいくつか報告されている。
1984年には、調査の結果、当時のカトリック新潟教区長であった伊藤庄治郎司教により、「奇跡としての超自然性を否定できないので、教区信者の巡礼を禁じない」という公式声明が出された。この声明は、一連の現象が詐欺的、病的、異端的、邪教的なものではないと確認されたことを意味する。この伊藤司教の声明は、1988年にバチカン（教皇庁）の教理聖省長官のラッツィンガー枢機卿（後の教皇ベネディクト16世）によって正式に受理された。
シスターアグネス笹川は2024年8月15日に93歳で逝去した。またこの日は聖母被昇天の祝日でもある。
| 西暦   | 出来事            | 回数 | 累積回数 |
| ------ | ----------------- | ---- | -------- |
| 1973年 | 聖母出現          | 3回  | 3回      |
| 1975年 | 涙の奇跡 1 - 4    | 4回  | 7回      |
| 1976年 | 涙の奇跡 5 - 10   | 6回  | 13回     |
| 1978年 | 涙の奇跡 11 - 22  | 12回 | 25回     |
| 1979年 | 涙の奇跡 23 - 97  | 75回 | 100回    |
| 1981年 | 涙の奇跡 98 - 101 | 4回  | 104回    |

## 預言
また、シスター笹川は病気の治癒や奇跡と並行して、聖母像の方向から、えも言われぬ美しい声のお告げを聞いた。一度目は1973年7月6日、二度目は8月3日であり、内容は、初回は修道女への同情と耳の不自由の治癒の予告、二度目は、人類への警告と要請であった。具体的には、世の多くの人は主を悲しませていること、聖母はそれを慰める者を望んでいること、天主を慰める為に、罪びとや忘恩者に代わって苦しみ、貧しさを以ってこれを償う霊魂が聖母の望みである、とするものであった。また天主の怒りを知らせる為に、人類の上に大いなる罰が下されようとしており、祈り、貧しさ、苦行、犠牲的行為を通じて改心して祈ることは、そうした主の怒りを和らげることができる、とされた。
1973年10月13日には、三度目の聖母からのお告げがあり、「もし人類が悔い改めないなら、御父は全人類の上に大いなる罰を下そうとしておられます。その時御父は大洪水よりも重い、今までにない罰を下されるに違いありません。火が天から下り、その災いによって人類の多くの人々が死ぬでしょう。」としたものであった。さらに聖職者同士は対立し、聖母を崇敬する司祭は同僚から侮りを受け、これ以上罪が続くならもはや罪の赦しはなくなる、とされ、最悪の時には御子の印とロザリオだけが、クリスチャンに残された武器である、とされた。ゆえに犠牲を捧げ、熱心に祈りなさい、と聖母は言った。
また、他に笹川は天使を何度も目撃し、6月29日には天使は彼女にファティマの祈りを教え、ロザリオの各連の後に付けるように、と指導した。この祈りは、1917年にポルトガルのファティマで3人の少年少女を前に聖母が教えたものだったが、当時は日本ではまだ和訳されておらず、天使が教えたその祈祷文は、後に和訳されて日本に広まるものと一字一句違わぬものだった。

## 101回の涙
| 回 | 年月日時刻          | 回  | 年月日時刻          | 回 | 年月日時刻          | 回  | 年月日時刻          |
| -- | ------------------- | --- | ------------------- | -- | ------------------- | --- | ------------------- |
| 1  | 1975年1月4日 9:30   | 26※ | 1979年3月25日 9:20  | 51 | 1979年6月6日 7:30   | 76  | 1979年7月13日 9:40  |
| 2  | 1975年1月4日 12:00  | 27  | 1979年3月27日 17:25 | 52 | 1979年6月7日 15:30  | 77  | 1979年7月13日 14:00 |
| 3※ | 1975年1月4日 18:45  | 28  | 1979年3月31日 17:10 | 53 | 1979年6月9日 8:00   | 78  | 1979年7月14日 9:00  |
| 4  | 1975年3月6日 12:45  | 29  | 1979年4月4日 9:20   | 54 | 1979年6月10日 9:20  | 79  | 1979年7月16日 11:00 |
| 5  | 1976年5月1日 7:30   | 30  | 1979年4月8日 9:30   | 55 | 1979年6月12日 11:15 | 80  | 1979年7月18日 11:00 |
| 6  | 1976年5月1日 9:20   | 31  | 1979年4月9日 14:45  | 56 | 1979年6月12日 19:40 | 81  | 1979年7月20日 16:30 |
| 7  | 1976年5月1日 17:00  | 32  | 1979年5月1日 16:00  | 57 | 1979年6月14日 12:50 | 82  | 1979年7月22日 12:35 |
| 8  | 1976年5月1日 21:40  | 33  | 1979年5月5日 18:45  | 58 | 1979年6月15日 17:30 | 83  | 1979年7月22日 19:25 |
| 9  | 1976年5月2日 12:30  | 34  | 1979年5月6日 16:10  | 59 | 1979年6月16日 17:40 | 84  | 1979年7月23日 17:15 |
| 10 | 1976年5月13日 12:50 | 35  | 1979年5月9日 16:30  | 60 | 1979年6月17日 11:00 | 85  | 1979年7月24日 17:20 |
| 11 | 1978年7月26日 21:00 | 36  | 1979年5月10日 12:30 | 61 | 1979年6月21日 16:32 | 86  | 1979年7月24日 19:10 |
| 12 | 1978年8月31日 14:45 | 37  | 1979年5月13日 8:00  | 62 | 1979年6月22日 17:23 | 87  | 1979年7月25日 8:15  |
| 13 | 1978年9月15日 17:00 | 38  | 1979年5月13日 12:05 | 63 | 1979年6月23日 15:30 | 88  | 1979年7月25日 12:30 |
| 14 | 1978年10月11日 8:15 | 39  | 1979年5月19日 11:50 | 64 | 1979年6月25日 17:25 | 89  | 1979年7月26日 8:45  |
| 15 | 1978年10月21日 7:30 | 40  | 1979年5月20日 9:30  | 65 | 1979年6月26日 12:50 | 90※ | 1979年7月27日 17:25 |
| 16 | 1978年11月4日 19:30 | 41  | 1979年5月21日 18:20 | 66 | 1979年6月28日 14:20 | 91  | 1979年7月28日 15:20 |
| 17 | 1978年11月6日 19:35 | 42  | 1979年5月22日 14:10 | 67 | 1979年6月29日 11:30 | 92  | 1979年7月29日 13:20 |
| 18 | 1978年11月9日 8:10  | 43  | 1979年5月26日 16:35 | 68 | 1979年7月1日 11:10  | 93  | 1979年7月30日 15:05 |
| 19 | 1978年11月13日 8:10 | 44  | 1979年5月27日 9:20  | 69 | 1979年7月6日 7:20   | 94  | 1979年7月31日 15:00 |
| 20 | 1978年12月5日 16:20 | 45  | 1979年5月29日 11:55 | 70 | 1979年7月7日 12:15  | 95  | 1979年7月31日 16:45 |
| 21 | 1978年12月7日 20:40 | 46  | 1979年5月29日 20:20 | 71 | 1979年7月8日 9:15   | 96  | 1979年12月8日 0:10  |
| 22 | 1978年12月25日 2:15 | 47  | 1979年5月31日 10:30 | 72 | 1979年7月8日 18:15  | 97  | 1979年12月8日 23:28 |
| 23 | 1979年1月24日 19:00 | 48  | 1979年6月2日 9:00   | 73 | 1979年7月10日 17:20 | 98  | 1981年1月6日 8:50   |
| 24 | 1979年3月4日 17:40  | 49  | 1979年6月3日 10:05  | 74 | 1979年7月11日 7:20  | 99  | 1981年8月22日 13:00 |
| 25 | 1979年3月7日 13:45  | 50  | 1979年6月5日 20:10  | 75 | 1979年7月11日 19:20 | 100 | 1981年9月12日 8:44  |

101回(最後) 1981年9月15日 14:00 (※は通常より多量の涙)。
シスター笹川は、聖体礼拝の時、天使から創世記三章十五節を示された。
涙を流した101回という数字には意味があり、一人の女エバによって、罪がこの世に来たように、一人の女マリアによって、救いの恵みがこの世に来たことを表すものだという。1と1の間の0は、永遠にわたって存在する神の存在を表し、最初の1はエバ、最後1は聖母マリアを表すものだという。

## 守護天使からのメッセージ
聖母マリアからのメッセージは1973年7月6日から同年10月13日までの三つのメッセージがある。

最初のメッセージ（1973.7.6）
「私の娘よ、私の修練女よ、すべてを捨ててよく従ってくれました。耳の不自由は苦しいですか。きっと治りますよ。忍耐して下さい。最後の試練ですよ。手の傷は痛みますか。人々の罪の償いのために祈って下さい。ここの一人ひとりが、私のかけがえのない娘です。聖体奉仕会の祈りを心して祈っていますか。さあ一緒に祈りましょう。…（聖体奉仕会の祈りを一緒に唱える。）…　教皇、司教、司祭のためにたくさん祈って下さい。あなたは、洗礼を受けてから今日まで、教皇、司教、司祭のために祈りを忘れないで、よく唱えてくれましたね。これからもたくさん、たくさん、唱えて下さい。今日のことをあなたの長上に話して、長上のおっしゃるままに従って下さい。あなたの長上は、いま熱心に祈りを求めていますよ。」

第２のメッセージ（1973.8.3）
「私の娘よ。私の修練女よ、主を愛し奉っていますか。主をお愛しするなら、私の話を聞きなさい。これは重大なことです。そしてあなたの長上に告げなさい。世の多くの人々は主を悲しませております。私は主を慰めるものを望んでおります。天のおん父のお怒りをやわらげるために、罪人や忘恩者に代わって苦しみ、貧しさをもってこれを償う霊魂を、おん子とともに望んでおります。おん父がこの世に対して怒り給うておられることを知らせるために、おん父は全人類の上に大いなる罰をくだそうとしておられます。おん子とともに何度も、そのお怒りをやわらげるよう努めました。おん子の十字架の苦しみ、おん血を示して、おん父をお慰めする至愛なる霊魂、その犠牲者となる集まりを捧げて、お引きとめしてきました。祈り、苦行、貧しさ、勇気ある犠牲的行為は、おん父のお怒りをやわらげることができます。あなたの会にも私はそれを望んでいます。貧しさを尊び、貧しさの中にあって、多くの人々の忘恩、侮辱の償いのために、改心して祈って下さい。聖体奉仕会の祈りを心して祈り、実践して、贖罪のために捧げて下さい。各自の能力、持ち場を大切にして、そのすべてをもって捧げるように。在俗会であっても祈りが必要です。もはやすでに祈ろうとする霊魂が集められています。形にこだわらず、熱心をもって、ひたすら聖主をお慰めするために祈って下さい。（ちょっと間をおいて）あなたが心の中で思っていることは、まことか？まことに捨て石になる覚悟がありますか。主の浄配になろうとしている私の修練女よ。花嫁がその花婿にふさわしいものとなるために、３つの釘で十字架につけられる心をもって誓願をたてなさい。清貧、貞潔、従順の三つの釘です。その中でも基は従順です。全き服従をもって、あなたの長上に従いなさい。あなたの長上は、よき理解者となって、導いてくれるでしょうから。」

最後のメッセージ（1973.10.13）
「愛する娘よ、これから私の話すことをよく聞きなさい。そしてあなたの長上に告げなさい。前にも伝えたように、もし人々が悔い改めないなら、おん父は、全人類の上に大いなる罰を下そうとしておられます。そのときおん父は、大洪水よりも重い、いままでにない罰を下されるに違いありません。火が天から下り、その災いによって人類の多くの人々が死ぬでしょう。よい人も悪い人とともに、司祭も信者とともに死ぬでしょう。生き残った人々には、死んだ人々を羨むほどの苦難があるでしょう。その時わたしたちに残る武器は、ロザリオと、おん子の残された印だけです。毎日ロザリオの祈りを唱えて下さい。ロザリオの祈りをもって、司教、司祭のために祈って下さい。悪魔の働きが、教会の中にまで入り込み、カルジナルはカルジナルに、司教は司教に対立するでしょう。わたしを敬う司祭は、同僚から軽蔑され、攻撃されるでしょう。祭壇や教会が荒らされて、教会は妥協するものでいっぱいになり、悪魔の誘惑によって、多くの司祭、修道者がやめるでしょう。特に悪魔は、おん父に捧げられた霊魂に働きかけております。たくさんの霊魂が失われることがわたしの悲しみです。これ以上罪が続くなら、もはや罪のゆるしはなくなるでしょう。勇気をもって、あなたの長上に告げて下さい。あなたの長上は、祈りと贖罪のわざに励まねばならないことを、一人ひとりに伝えて、熱心に祈ることを命じるでしょうから。あなたに声を通して伝えるのは今日が最後ですよ。これからはあなたに遣わされているものと、あなたの長上に従いなさい。ロザリオの祈りをたくさん唱えて下さい。迫っている災難から助けることができるのは、わたしだけです。わたしによりすがるものは、助けられるでしょう。」

2019年10月6日のメッセージ
あるシスターがシスター笹川から直接聞いた話によると、2019年10月6日午前3時半頃に、秋田で三十何年か前にシスター笹川に現れたのと同じ天使が現れ、「灰をかぶって悔い改めのロザリオを毎日祈ってください。幼子のようになって、毎日犠牲を捧げてください」等のメッセージを告げたという。また天使がシスター笹川に現れた後に、シスター笹川があるシスターに「時が近いと感じた」と話した。

以下の内容は2019年にシスター笹川から直接話を聞いたあるシスターからWQPHに届いた二つのメッセージである。

2019年10月27日WQPHの記事で
これはシスター笹川が言われたことを直接聞いたシスターＭの言葉です。
10月6日（日）の午前3時半頃に、秋田で30何年か前に私（シスター笹川）に現れたと同じ天使（注１）が現れました。天使は最初に私（シスター笹川）にプライベートなことを話しました。
皆さんに伝えて良いのは、「灰をかぶって（注２）悔い改めのロザリオを毎日祈ってください。あなた（シスター笹川）は幼子のようになって、毎日犠牲を捧げてください」
シスターＭからこのことを聞いたＳさんは、皆さんに知らせて良いですか？とお聞きしたところ、シスターＭを介してシスター笹川は、良いと言われました。また、「私（笹川）が幼子のようになって、毎日犠牲を捧げることが出来るように祈って下さい」とＳさんにシスターＭを介して言われました。
注１：秋田でシスター笹川に現れた天使は女性で、思わずシスター笹川は「お姉さん」と言ってしまいました。亡くなったお姉さんに似ていたそうです。その方は、「いいえ、私はあなたを守るものです」と言われました。そして、「聖堂に行きましょう」と笹川を導かれました。（守護の天使と思われます　小松）
注２：ヨナの預言３：１～１０（10月8日の第１朗読）粗布をまとって灰の上に座し
以上です。

2019年11月11日WQPHの記事で
先日、シスター笹川の件で訂正のメールをさせていただいたところですが、一言、大事なことを書かせてください。
10月6日に、天使がシスター笹川に現れた後に、シスター笹川がシスターＭに、　[時が近いと感じた]　とおっしゃったそうです。このことを伝えても良いと、Ｓさんを通して、シスターＭから了解を頂いたので書かせて頂きました。
この「時が近いと感じた」、時とは、シスター笹川が聖母から受けた、第３のメッセージを読むとわかりやすいと思いますので、ここに参考までに書かせていただきます。
第三のメッセージ
「愛する私の娘よ、これから私の話すことを良く聴きなさい。そして貴方の長上に告げなさい。
前にも伝えたように、もし人々が悔い改めないなら、おん父は、全人類の上に大いなる罰を下そうとしておられます。そのときおん父は、大洪水よりも重い、今までにない罰を下されるに違いありません。
火が天から下り、その災いによって人類の多くの人々が死ぬでしょう。良い人も悪い人と共に、信者も司祭とともに死ぬでしょう。生き残った人々には、死んだ人々を羨むほどの苦難があるでしょう。その時、私たちに残る武器は、ロザリオとおん子の残された印だけです。毎日ロザリオの祈りを唱えてください、ロザリオの祈りをもって、司教、司祭のために祈ってください。悪魔の働きが、教会の中にまで入り込み、カルジナルはカルジナルに。司教は司教に対立するでしょう。私を敬う司祭は、同僚から軽蔑され、攻撃されるでしょう。祭壇や教会が荒らされて、教会は妥協する者で一杯になり、悪魔の誘惑によって、多くの司祭、修道者がやめるでしょう。特に悪魔は、おん父に捧げられた霊魂に働きかけております。たくさんの霊魂が失われることが私の悲しみです。これ以上罪が続くなら、もはや罪の赦しはなくなるでしょう。勇気を持って、貴方の長上に告げてください、貴方の長上は、祈りと償いの業に励まねばならないことを、一人一人に伝えて、熱心に祈ることを命じるでしょうから。
貴方に声を通して伝えるのは今日が最後ですよ。これからは貴方に使わされている者と、貴方の長上に従いなさい。ロザリオの祈りをたくさん唱えてください。迫っている災難から助けることが出来るのは、私だけです。私に寄りすがる者は、助けられるでしょう。」シスター笹川が天使から受けたメッセージ「灰をかぶって悔い改めのロザリオを毎日祈ってください。」を実行したいと思います。皆様、毎日、悔い改めのロザリオの祈りをともに祈りませんか。ともにお祈りくださることに感謝します。